# UTVA 75
UTVA 75 – jednosilnikowy, dwumiejscowy lekki samolot szkolno-treningowy i turystyczny produkowany przez jugosłowiańskie przedsiębiorstwo UTVA.

## Historia
Został zaprojektowany w 1975 r. w celu zastąpienia UTVA Aero 3, będącego podstawowym samolotem szkolno-treningowym Jugosłowiańskich Sił Powietrznych. Prace konstrukcyjne prowadziła od 1974 r. wytwórnia YTVA w PAncewie we współpracy z Instytutem Maszynowym w Belgradzie. Charakterystyczną cechą jest rząd wlotów powietrza umieszczony pomiędzy przednimi szybami kabiny. Pierwszy lot odbył się 19 maja 1976 r. Wyprodukowano 2 prototypy i 136 sztuk dla Jugosłowiańskich Sił Zbrojnych. Po rozpadzie Jugosławii wiele z nich przeszło w ręce prywatne. Samolot spełnia wymogi przepisów amerykańskich FAR, jest dopuszczony do akrobacji z przeciążeniem +6 i -3.

## Konstrukcja
Dwumiejscowy, jednosilnikowy samolot o konstrukcji metalowej.
Kadłub o konstrukcji półskorupowej, o przekroju prostokątnym, zaokrąglonym u góry. Kabina załogi z miejscami obok siebie umieszczona nad płatem. Posiada otwierane do góry drzwi prowadzące do dwumiejscowego kokpitu z siedzeniami obok siebie. Sterownice zdwojone. Płat jednodźwigarowy o obrysie trapezowym, trójdzielne. Na całej długości posiada profil NACA 65-2-415. Usterzenie wolnonośne, klasyczne krzyżowe. Powozie stałe z kółkiem przednim, amortyzowane instalacją olejowo-pneumatyczną. Na końcu kadłuba znajduje się szczątkowa płoza ogonowa.

## Warianty
Samolot występuje w wersjach:
- UTVA 75A11: Jednomiejscowy samolot rolniczy,
- UTVA-75A21: Dwumiejscowy samolot z podwójnymi sterami oraz przystosowaniem do lotu bez przyrządów,
- UTVA-75A41: Czteromiejscowy samolot z ulepszoną awioniką.